# 冪函数
数学の、特に解析学における冪函数（べきかんすう、巾函数、英: power function）は、適当な定数 a に対して定義される函数
{\displaystyle f_{a}\colon x\mapsto x^{a}}
を言う。ここに定数 a は、この冪函数の冪指数 (exponent) と呼ばれ、文脈により自然数、整数、有理数、実数、複素数などに値をとることができるが、a の持つ性質によって対応する函数 fa の自然な定義域が異なってくることに注意が必要である。
冪函数は実変数に対する函数として一般に定義することができる。自然数冪を持つ冪函数は、多項式函数あるいは冪級数の展開の基底を与える。また実数冪を持つ冪函数は物理学、生物学、経済学などにおいて関係するモデルを与える。
複素変数に関して有効な議論も中にはあるが、以下では専ら実変数 x に関する冪函数について述べる。またより一般には、上記函数の定数倍 pxa（単項式函数）をも含む意味で冪函数と呼ぶ場合もあるが、本項では常に p = 1 のみを扱う。

## 自然数冪
各自然数 n に対して ℝ 上の函数 
{\displaystyle f_{n}(x):=x^{n}=\underbrace {x\times \cdots \times x} _{n}}
が定義できる。この函数は、

冪指数がそれぞれ 0 (黒), 1 (青), 2 (赤), 3 (緑), 4 (橙), 5 (紫) の冪函数

- n が偶数のとき偶函数、すなわち任意の実数 x に対して f(–x) = f(x) であり、対応する函数のグラフは y-軸に関して線対称になる。
- n が奇数のとき奇函数、すなわち任意の実数 x に対して f(–x) = –f(x) であり、対応するグラフは原点に関して点対称である。

小さい n に対する冪函数を具体的に書けば: 
- n = 1 のとき、恒等変換 f1(x) = x . これはもっとも単純な一次函数であり、線型変換にもなる。
- n = 2 のとき、平方函数 f2(x) = x2. これはもっとも単純な二次函数であり、グラフが放物線となる唯一の冪函数である.
- n = 3 のとき、f3(x) = x3 はもっとも単純な三次函数である.
- n = 0 の場合もふつうはこの仲間に入る。これは規約により、対応 x ↦ x0 というよりは、定数函数 f0(x) ≡ 1 として定義される。

これらの函数はすべて、x = 1 における値が 1 に等しい。また特に、m < n のとき
- {\displaystyle x^{n}<x^{m}\quad (0<x<1),}
- {\displaystyle x^{n}>x^{m}\quad (1<x)}

が成り立つ。
自然数冪の場合には、定数函数 1 となる n = 0 の場合を除けば、任意の冪函数は正の実軸上で狭義単調に、x = 0 のときの値 0 から x → +∞ のときの極限 +∞ まで増大する。対照的に負の実軸上では区別が生じ、n が零でない偶数のとき狭義単調減少であり、n が奇数のとき狭義単調増大になる（特に n ≠ 1 ならば原点に変曲点を持つ）。
自然数冪函数は多項式函数の構成に利用できる。また、自然数冪函数の全体は、別の函数を冪級数に展開する際の基底を与える。

## 負の整数冪

冪指数がそれぞれ –1 (青), –2 (赤), –3 (緑) の冪函数

各負の整数 −n に対して、非零実数の集合 R* ≔ R ∖ {0} = {x ∈ R  |  x ≠ 0} 上の函数
{\displaystyle f_{-n}(x):=x^{-n}={\frac {1}{x^{n}}}={\frac {1}{f_{n}(x)}}}
が定義される。前節の fn と同様に、函数 f–n は n が偶数のとき偶、奇数のとき奇である。
小さい n に対して具体的に書けば:
- −n = −1 のとき、逆数函数 f−1(x) = 1⁄x. これは、対応する函数のグラフが双曲線となる唯一の冪函数である。

これらの函数もすべて f−n(1) = 1 を満たす。また特に m < n とするとき
- {\displaystyle x^{-n}>x^{-m}\quad (0<x<1),}
- {\displaystyle x^{-n}<x^{-m}\quad (1<x)}

が成り立つ。
これら負の整数冪の冪函数はすべて、正の実軸上で狭義単調に x → +0 の極限となる +∞ から x → +∞ の極限となる 0 まで減少する。これらのグラフはすべて x = 0 と y = 0 の二つの直線を漸近線に持つ。負の実軸上では、偶数冪ならば単調増大、奇数冪ならば単調減少の区別が生じる。

## 有理数冪
任意の非零自然数 n に対して、
- n が偶数のときは fn: [0, +∞) → [0, +∞) と見て、
- n が奇数のときは fn: ℝ → ℝ と見て、

冪指数がそれぞれ 1/2 (青), 1/3 (赤) の冪函数

函数 fn は全単射である。従ってその逆函数が存在するが、fn の逆函数は n-乗根函数といい、やはりこれも冪函数として
{\displaystyle f_{n}^{-1}(x):={\sqrt[{n}]{x}}=x^{1/n}=:f_{1/n}(x)}
なる形に書くことができる。x → +∞ の極限で値は +∞ となるが、グラフは横軸に平行に近づく。直交座標系にグラフを書けば f1/n は、直線 y = x に関して、fn と（必要ならば正の実軸上の函数に制限して）対称である。

## 実数冪

冪指数がそれぞれ -0,5 (赤), 0 (黒), 0,6 (緑), 1 (青), 1,7 (紫) の冪函数

指数函数と対数函数が既知ならば、それらを用いて冪函数を任意の実数を冪指数とするものへ一般化することができる。x は真に正の値をとるものとすれば、函数 fa は
{\displaystyle f_{a}(x)=x^{a}:=e^{a\ln(x)}}
で定義される。a の値によっては、既にみたように x = 0 や R*、R 全体などへ定義域を拡張することができる。あるいは a の値によって x = 0 でも微分できるかどうかが異なる。また冪函数の増減の仕方は a の符号で決まる。函数の凸性は二階導函数の符号に関係するが、したがって今の場合だと冪函数の凸性は a(a −1) の符号で決まる。

## 性質

### 導函数と原始函数
冪函数は区間 (0, +∞) 上で常に微分可能で、その導函数は 
{\displaystyle f_{a}'(x)=ax^{a-1}}
によって与えられる。従って、冪指数が −1 でなければ、同じ区間上で常に原始函数が存在して、その一つが
{\displaystyle F_{a}(x):={\frac {x^{a+1}}{a+1}}}
で与えられる。a = −1 のときは、自然対数が原始函数として生じる。

### 増大度の比較
対数函数、底 b > 1 の指数函数および a > 0 に対する冪函数は、何れも x → +∞ の極限で +∞ へ発散する。従って、それらに対してそれぞれの「強さ」を定義して増大度を比較することができる。すなわち
命題 (増大度の比較)
+∞ において、指数函数は任意の冪函数「よりも強く」、同じく任意の冪函数は対数函数「より強い」: {\displaystyle \lim _{x\to +\infty }{\frac {b^{x}}{x^{a}}}=+\infty ,\quad \lim _{x\to +\infty }{\frac {\log _{b}(x)}{x^{a}}}=0.}

### 無限小とヘルダー連続
正の数 a に対して limx→0fa(x) = 0 である。他の函数とこの極限の収束度を比較しよう。函数 f が位数 n の無限小であるとは、f(x)⁄xn が x = 0 を含む十分小さな開区間上で有界なることとする.
函数 f が区間 I 上で a-ヘルダー連続とは、実数 M が存在して
{\displaystyle |f(x)-f(y)|\leq M|x-y|^{a}\quad (\forall x,y\in I)}
とできるときに言う。一般に、a は 0 < a ≤ 1 で考えるものとする（a > 1 ならば f は I 上で定数ということになってしまう）。
冪指数 a (0 < a ≤ 1) の冪函数はもっとも簡単な a-ヘルダー連続函数となる。実際、実数x ≥ y ≥ 0 に対して
{\displaystyle 0\leq x^{a}-y^{a}\leq (x-y)^{a}}
が成り立つ。

### 級数展開
冪函数 fa は x0 の近傍で冪級数
{\displaystyle (x_{0}+x)^{a}=\sum _{n=0}^{+{\infty }}{{a \choose n}\,x_{0}^{a-n}x^{n}}}
に展開できる。ただし、
{\displaystyle {a \choose n}:={\frac {a(a-1)(a-2)\cdots (a-n+1)}{n!}}} et {\displaystyle {a \choose 0}:=1}
は一般二項係数である。
a が自然数ならば、上記の和は有限項で止まり、二項定理となることに注意する（特にその場合には、収束半径は無限大である）。さもなくば和は無限項を含み、収束半径 x0 である。

## 一般化

### 複素変数冪函数
複素変数を考える場合、任意の自然数 n に対してはガウス平面 C 上の函数 z ↦ zn が定義できる。自然数冪函数の全体は C 上の多項式函数の構成や正則函数の冪級数展開に利用される。また負の整数 −n に対しても、非零複素数の集合 C* = C ∖ {0} = {z ∈ C  |  z ≠ 0} 上の函数 z ↦ z−n が定まる。
しかし a が実または複素数のとき、C* 上で一意な冪函数 za を定義することはできない。実際、そのようなものを定義するには、定義域を C* の開集合であって、その上で複素対数函数 L が定まるようなものへ制限する必要がある。そしてそのような開集合上で、冪函数は 
{\displaystyle f_{a}(z)=z^{a}:=\exp(aL(z))}
と定義される正則函数となる。